# Chicagoblok

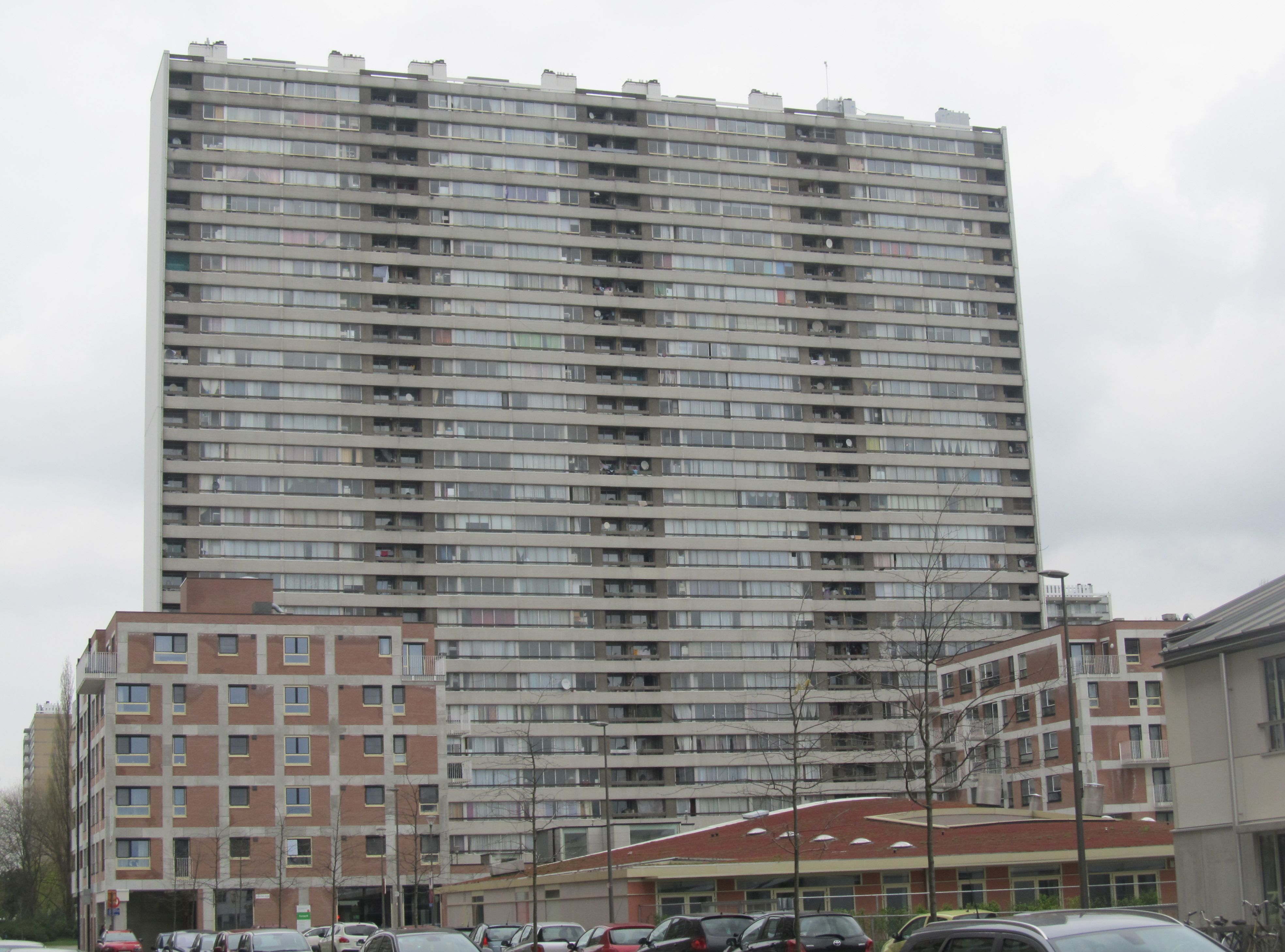
het Chicagoblok

Het Chicagoblok (ook bekend als een onderdeel van het Europark) is een 81 meter hoge torenflat met 25 verdiepingen in de Ernest Claesstraat op de Linkeroever van het district Antwerpen. Het gebouw hoort tot de hogere gebouwen van België. Het Chicagoblok en de andere blokken van het Europark werden in 1970 gebouwd. Het hele Europark huisvest meer dan 6.000 mensen.

## Bron
1. ↑  Eline Bergmans, 'Het is hier altijd wat in die Chicagoblokken', in: Nieuwsblad.be (3 november 2006). Gearchiveerd op 13 januari 2014. Geraadpleegd op 12 juni 2023.